# Baneins
Baneins ist eine französische Gemeinde mit 618 Einwohnern (Stand: 1. Januar 2022) im Département Ain in der Region Auvergne-Rhône-Alpes; sie gehört zum Arrondissement Bourg-en-Bresse und zum Kanton Villars-les-Dombes. Die Einwohner werden Baninois genannt.

## Geografie
Baneins liegt etwa 40 Kilometer nördlich von Lyon im Dombes am Flüsschen Moignans. 
Umgeben wird Baneins von den Nachbargemeinden Dompierre-sur-Chalaronne im Norden, L’Abergement-Clémenciat im Nordosten, Châtillon-sur-Chalaronne im Osten, Relevant im Südosten, Saint-Trivier-sur-Moignans im Süden, Chaneins im Südwesten, Valeins im Westen sowie Saint-Étienne-sur-Chalaronne im Nordwesten.

## Bevölkerungsentwicklung
| Jahr                       | 1962 | 1968 | 1975 | 1982 | 1990 | 1999 | 2010 | 2020 |
| Einwohner                  | 267  | 284  | 254  | 307  | 377  | 572  | 625  |      |
| Quellen: Cassini und INSEE |      |      |      |      |      |      |      |      |

## Sehenswürdigkeiten
- Kirche Saint-Martin, Portal aus dem 12. Jahrhundert
- Waschhaus aus dem Jahr 1912

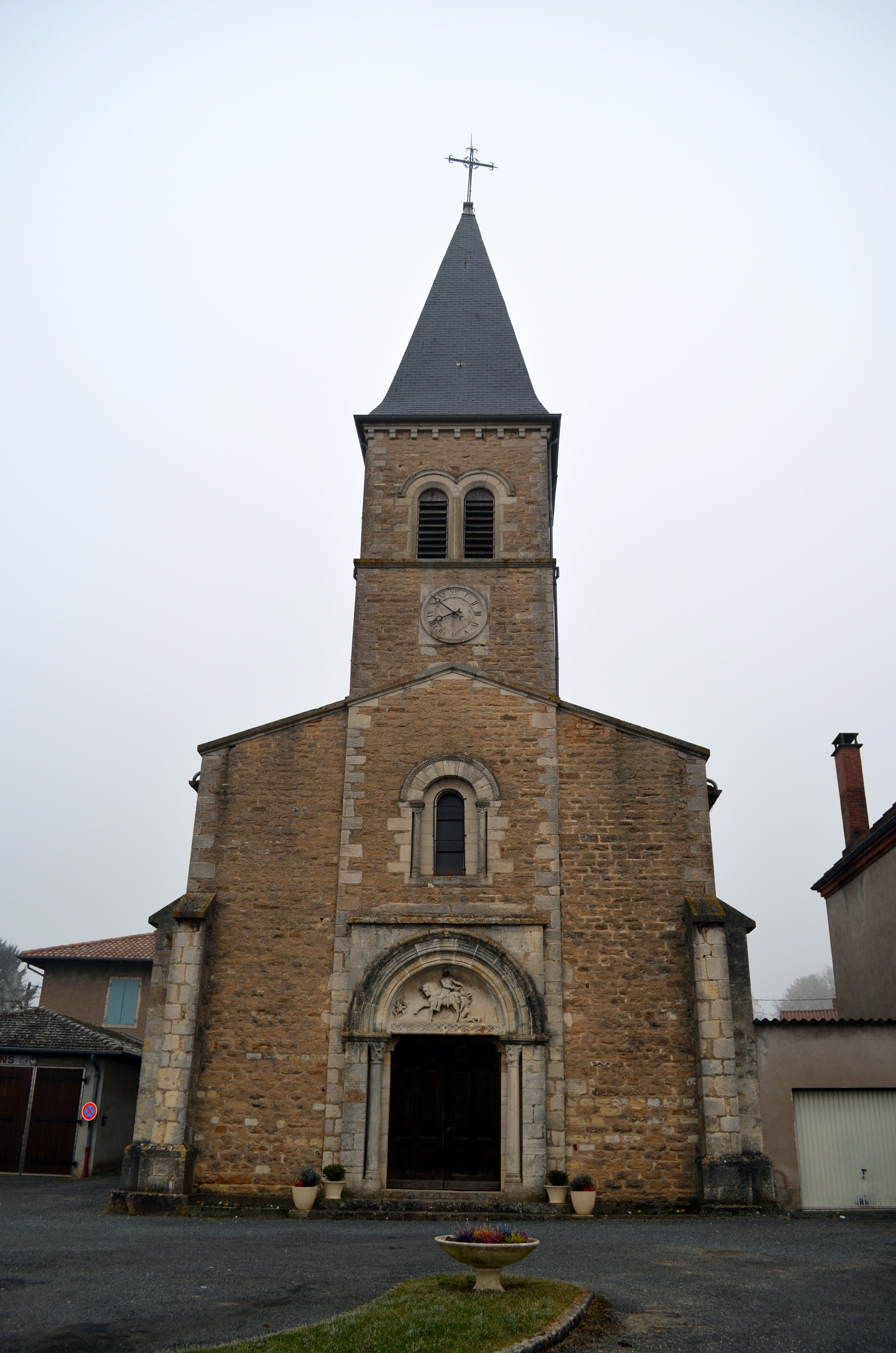
Kirche Saint-Martin
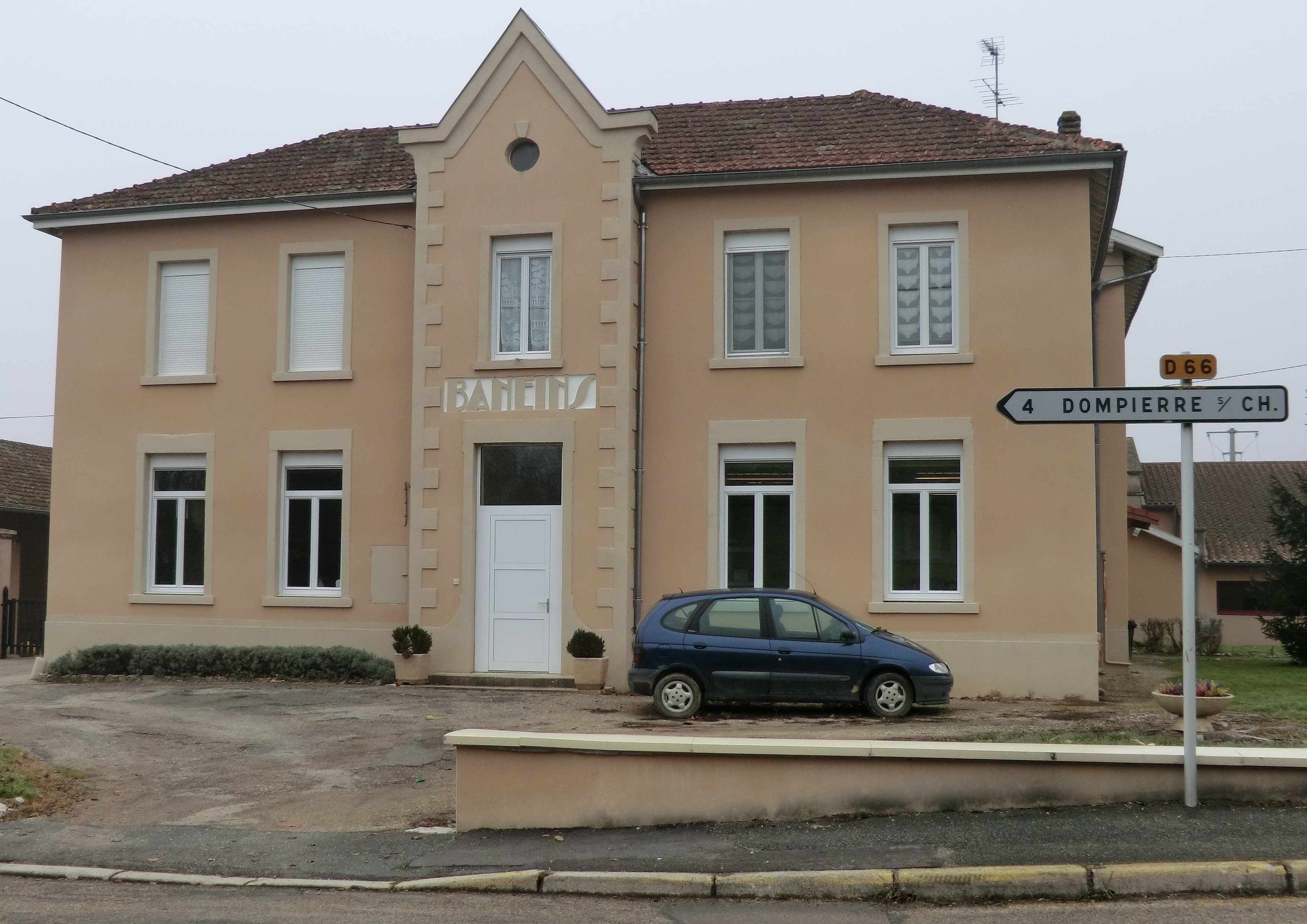
Ehemaliges Rathaus
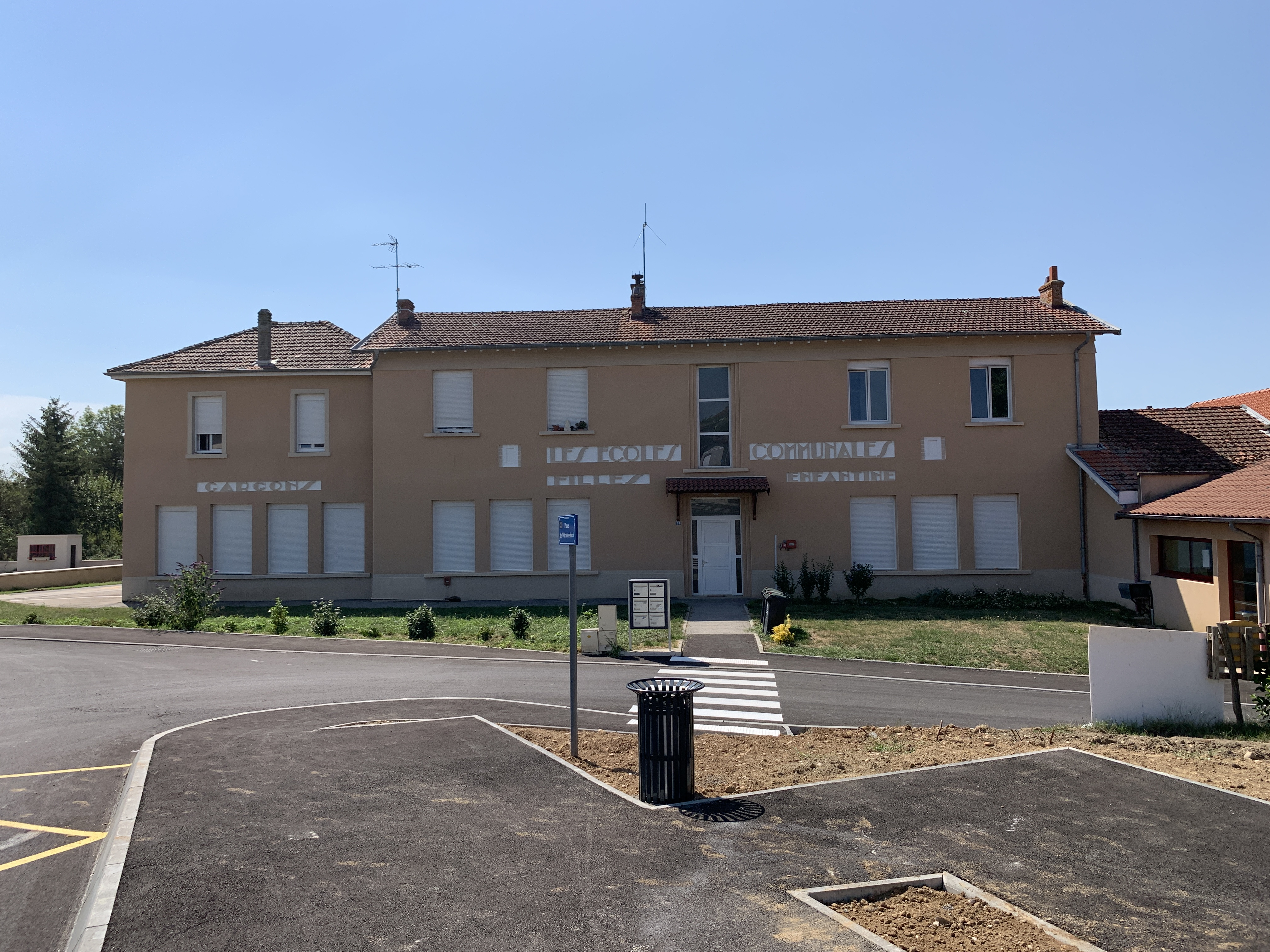
Schule
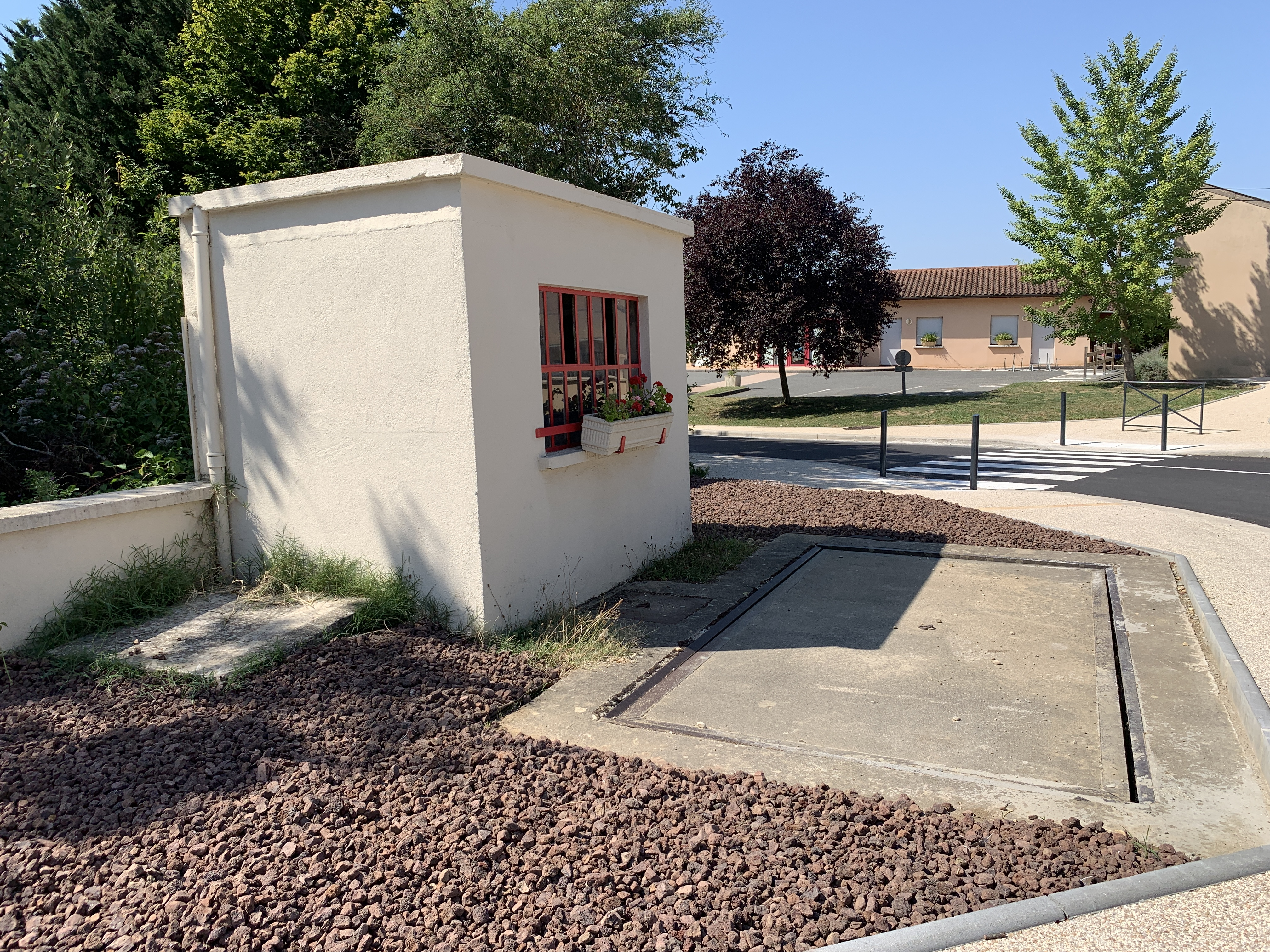
Ehemalige öffentliche Waage
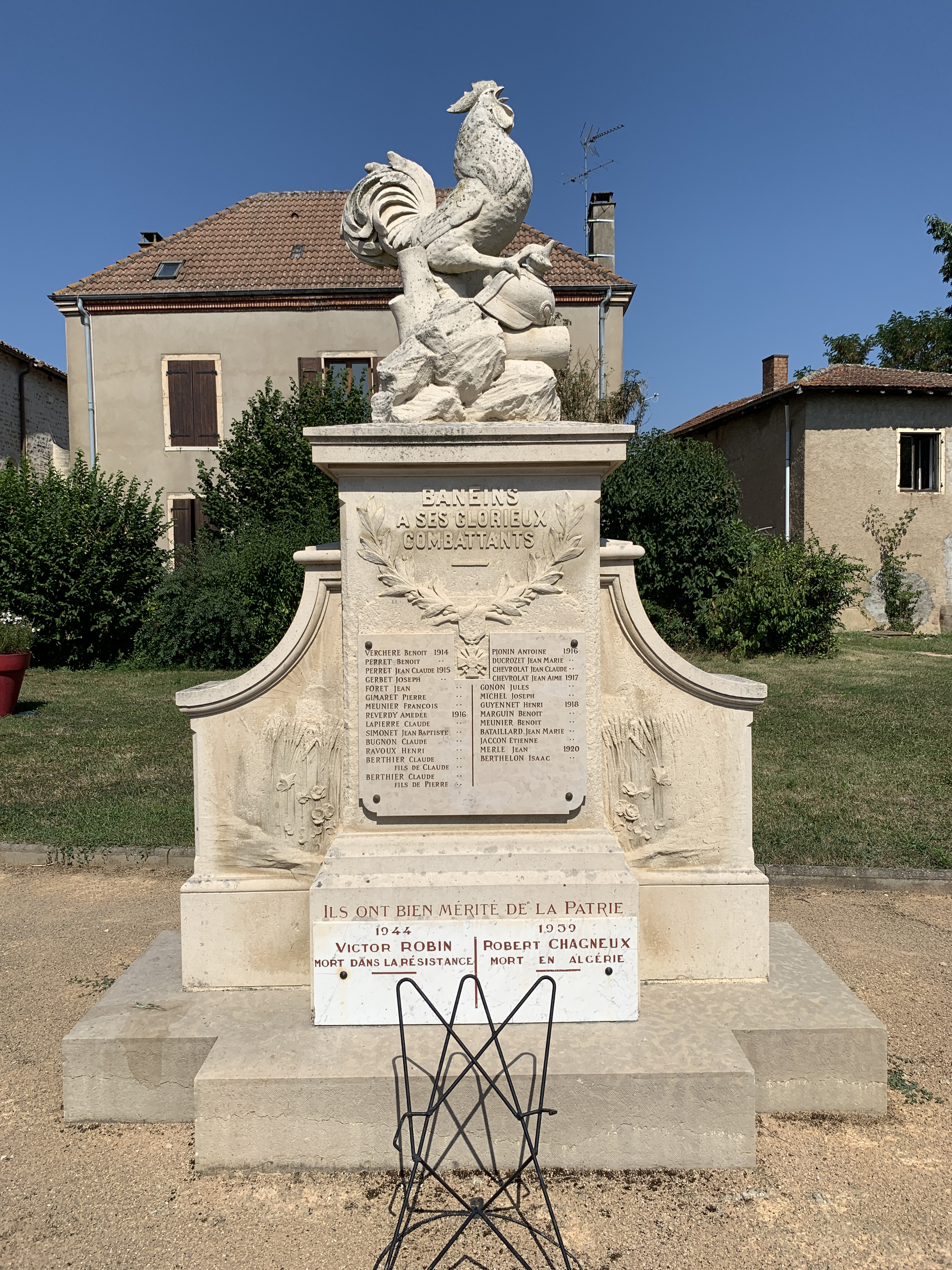
Gefallenendenkmal